# Borromeiske Øer
Borromeiske Øer (italiensk: Isole Borromee) er en øgruppe bestående af tre små øer og to klippeskær i den italienske del af Lago Maggiore. Øerne ligger i regionen Piemonte, i Lago Maggiores vestre arm, i området mellem Verbania i nord og Stresa i syd.
Øerne har sammenlagt et areal på ca. 20 hektar og er en kæmpestor turistattraktion i dette hjørne af landet.

## Navnets oprindelse
Øgruppens navn stammer fra slægten Borromeo, som gennem århundreder har ejet øerne. I starten af det 16. århundrede erhvervede man først Isola Madre, og den dag i dag ejer Borromeofamilien fortsat Isola Madre, Isola Bella og Isola San Giovanni.

## De fem øer

### 1. Isola Bella
1. Isola Bella, opkaldt efter grevinde Isabella Borromeo. Var oprindeligt en stor nøgen klippe, som efter forbedringer, udvidelser og bebyggelse blev taget i brug af greve Carlo III i 1629 og frem til 1652, hvor hans søn Vitaliano d. 6. ændrede øen til et attraktivt sommerpalads. Ved at tilføre store mængder muldjord blev øens parkanlæg opbygget med et system af i alt 10 terrasser.

### 2. Isola Madre
1. Isola Madre er den største af øerne og er ligesom Isola Bella kendt for sit flotte haveanlæg. Haven blev anlagt i engelsk stil og påbegyndtes i 1823. Til trods for, at øens palads i dag ligger ubenytet hen, er det overdådigt møbleret med møbler fra det 16. århundrede og frem til det 19. århundrede. Der er tillige en stor samling af malerier fra gamle italienske mestre.

### 3. Isola Superiore / Isola dei Pescatori
1. Isola Superiore (bliver også kaldt Isola dei Pescatori) er nutildags den eneste af øerne, som er beboet. Der er en lille fiskerlandsby med en befolkning på omkring 200.

### 4. Isola San Giovanni
1. Isola San Giovanni ligger lige ud for bydelen Pallanza i Verbania og er den nordligste af øerne. Øen er ubeboet.

### 5. La Malghera
1. La Malghera er et lille klippeskær på kun 200 m², som ligger mellem Isola Bella og Isola Superiore. Der er kun buskagtig vegetation på øen.

## Adgang til øerne
Der er regelmæssig passagersejlads med småbåde til de største af øerne. Bådsejladsen foregår fra havnen i Stresa, hvorfra der endvidere er mulighed for at tage en tur med svævebanen Stresa-Alpino-Mottarone Svævebane til bjergtoppen Mottarone.

## Links
- Øernes hjemmeside Arkiveret 5. januar 2012 hos  Wayback Machine – på engelsk

45°54′28″N 8°32′19″Ø / 45.9078°N 8.5386°Ø